# Jeziorki Wielkie
Jeziorki Wielkie (deutsch (Groß) Jesziorken, 1930 bis 1945 Schöntal) ist ein Dorf in der polnischen Woiwodschaft Ermland-Masuren, das zur Stadt- und Landgemeinde Gołdap (Goldap) im Kreis Gołdap gehört.

## Geographische Lage
Jeziorki Wielkie liegt im Nordosten der Woiwodschaft Ermland-Masuren, nördlich des Borkener Forsts (auch: Borker Heide, polnisch: Puszcza Borecka). Bis zur Kreisstadt Gołdap (Goldap) sind es 13 Kilometer in nordöstlicher Richtung.

## Geschichte
Das seinerzeit Schmalmowa genannte Dorf wurde 1564/65 gegründet. In der Folgezeit wechselte der Ortsname in Jesiorcken (vor 1785), Groß Jesziorken (nach 1827) und Jesziorken, Kr. Goldap (nach 1900). 
Von 1874 bis 1945 war der Ort in den Amtsbezirk Altenbude (polnisch: Siedlisko) eingegliedert, der Zeit seines Bestehens zum Kreis Goldap im Regierungsbezirk Gumbinnen der preußischen Provinz Ostpreußen gehörte.
Im Jahr 1827 wurde der Wohnplatz Klein Jesziorken (polnisch: Jeziorki Małe) nur einige hundert Meter weiter nordöstlich gegründet, wodurch das bisherige Jesziorken nun den Zusatz Groß im Namen erhielt, der jedoch zu Beginn des 20. Jahrhunderts wieder aufgehoben wurde.
Im Jahre 1910 verzeichnete Groß Jesziorken 313 Einwohner. Am 30. September 1928 wurde das Nachbardorf Herzogsthal (nicht mehr existent) in die dann bereits  „Jesziorken“ (Wegfall der Zusatzbezeichnung) genannte Landgemeinde eingegliedert. Die Zahl der Einwohner stieg bis 1933 auf 389 und belief sich 1939 bereits auf 411.
Am 4. Dezember 1930 fand die Umbenennung der Landgemeinde Jesziorken in „Schöntal“ statt. 1945 kam das Dorf in Kriegsfolge mit dem gesamten südlichen Ostpreußen zu Polen und erhielt die polnische Namensform „Jeziorki Wielkie“. Heute ist das Dorf Sitz eines Schulzenamtes (polnisch: Sołectwo) und eine Ortschaft innerhalb der Stadt- und Landgemeinde Gołdap im Powiat Gołdapski, bis 1998 der  Woiwodschaft Suwałki, seither der Woiwodschaft Ermland-Masuren zugehörig.

## Religion
Bis 1945 gehörten die mehrheitlich evangelischen Einwohner (Groß) Jesziorkens zum Kirchspiel der Kirche zu Grabowen (1938 bis 1945: Arnswald, polnisch: Grabowo) im Kirchenkreis Goldap in der Kirchenprovinz Ostpreußen der Kirche der Altpreußischen Union. Die katholischen Kirchenglieder waren nach Goldap im Bistum Ermland eingepfarrt.
Heute ist die Mehrzahl der Einwohner Jeziorki Wielkies katholisch. Die Pfarrkirche ist weiterhin die in der Kreisstadt. Sie ist heute Teil des Dekanats Gołdap im Bistum Ełk (Lyck) der Katholischen Kirche in Polen. Die wenigen hier lebenden evangelischen Kirchenglieder gehören jetzt zur Kirchengemeinde in Gołdap, eine Filialgemeinde der Pfarrei Suwałki in der Diözese Masuren der Evangelisch-Augsburgischen Kirche in Polen.

## Verkehr
Jeziorki Wielkie liegt verkehrsgünstig an der polnischen Woiwodschaftsstraße DW 650 (einstige deutsche Reichsstraße 136), die die beiden Kreisstädte Węgorzewo (Angerburg) und Gołdap miteinander verbindet. Innerorts endet eine von Gieraliszki (Gerehlischken, 1938 bis 1945 Gerwalde) kommende Nebenstraße.
Bis 1945 bestand über die Station in Grabowen (1938 bis 1945: Arnswald, polnisch: Grabowo) Anschluss an die Bahnstrecke Angerburg–Goldap, die nach dem Kriege nicht wieder in Betrieb genommen wurde.